# Окрогло (Накло)
Окрогло (словен. Okroglo) — поселення в общині Накло, Горенський регіон, Словенія. Висота над рівнем моря: 407,2 м.